# Église de l'Immaculée-Conception de Capodichino
Pour les articles homonymes, voir Église de l'Immaculée-Conception.
L'église de l'Immaculée-Conception de Capodichino (en italien : chiesa dell'Immacolata a Capodichino) est l'une des églises d'intérêt historique de Naples ; elle est située dans le quartier de Capodichino, sur la Piazza Giuseppe Di Vittorio. C'est un siège paroissial depuis 1930.

## Histoire
En 1813, les habitants de ces quartiers se plaignent de ne pas disposer d'un lieu de culte plus proche, car les autres églises à atteindre sont très éloignées et aussi, surtout les jours de pluie, les routes sont quasiment impraticables.
Pour accélérer les demandes du peuple eut lieu un message prophétique de Fra Luigi di Sant'Antimo. Le religieux, le 7 décembre 1856, alors qu'il contemplait en prière, entendit la voix de la Vierge Marie qui l'avertit d'un assassinat imminent du roi de Naples, Ferdinand II de Bourbon.
La nouvelle parvint bientôt au Palais Royal et le roi put l'écouter ; le lendemain, lors de son arrivée à Campo di Marte (où se trouve aujourd'hui l'aéroport de Capodichino), un soldat, Agesilao Milano, tente de le tuer à la baïonnette. Le souverain a subi une blessure au côté. À la suite de cet événement, le roi satisfait les demandes du peuple, construisant une église en l'honneur de l'Immaculée Conception et rendant les routes de la région plus accessibles.
L'église de l'Immaculée-Conception a été construite en près de huit ans et achevée en 1863.

## Description
La façade du sanctuaire présente des pilastres surmontés de chapiteaux de style ionique. Dans le tympan un bas-relief représente l'Immaculée Conception entourée d'anges. Sur le devant du temple l'inscription IMMACULATAE DEIPARAE VIRGINI DICATUM, l'ex-voto du roi Ferdinand II de Bourbon.
La structure se compose d'une grande nef rectangulaire en tuf et de quatre chapelles de chaque côté. Elles ont été construites plus tard, en 1945, lors d'une extension de la salle sacrée. Ces travaux ont fait avancer la salle liturgique d'environ 4,50 mètres tant à l'avant qu'à l'arrière de l'église. L'intérieur est orné de pilastres et de chapiteaux recouverts de stuc de style corinthien.
L'abside d'origine avait un beau maître-autel composé de précieux marbres polychromes, mais en 1990, à la suite de rénovations invasives et non pertinentes, il a été remplacé par l'actuel par le curé de l'époque, Don Luigi Graziuso. Restructuration inutile et très coûteuse, faite avant tout grâce à l'apport des fidèles. Malheureusement, il ne reste qu'une photographie datée de 1990 de l'ancien maître-autel, conservée dans les archives paroissiales.